# Walter S. Baring

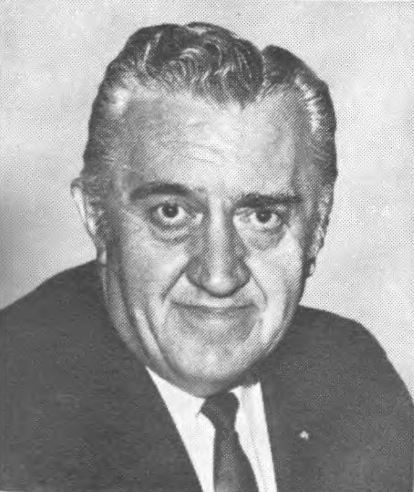
Walter S. Baring, 1971

Walter Stephan Baring Jr. (* 9. September 1911 in Goldfield, Nevada; † 13. Juli 1975 in Los Angeles, Kalifornien) war ein US-amerikanischer Politiker. Zwischen 1949 und 1953 sowie von 1957 bis 1973 vertrat er den ersten Wahlbezirk des Bundesstaates Nevada im US-Repräsentantenhaus.

## Frühe Jahre und politischer Aufstieg
Walter Baring besuchte bis 1929 die Reno High School und studierte dann bis 1934 an der University of Nevada in Reno. Dabei erwarb er die Zulassung als Hochschullehrer. Baring schlug dann eine politische Laufbahn ein. Er wurde Mitglied der Demokratischen Partei und leitete 1936 deren Kreisverband im Washoe County. In den Jahren 1936 und 1942 wurde er in die Nevada Assembly gewählt. Während des Zweiten Weltkrieges diente Baring von September 1942 bis Mai 1945 in der US Navy. Danach war er zwischen 1945 und 1948 in Reno im Möbelhandel tätig. Zwischen 1947 und 1948 war er Mitglied des Stadtrats von Reno.

## Kongressabgeordneter
1948 wurde Baring in das US-Repräsentantenhaus gewählt. Dort löste er am 3. Januar 1949 Charles H. Russell ab. Nach einer Wiederwahl im Jahr 1950 konnte er sein Mandat im Kongress bis zum 3. Januar 1953 ausüben. In den Jahren 1952 und 1954 kandidierte er jeweils erfolglos um einen Verbleib bzw. eine Rückkehr in das Repräsentantenhaus. In diesen Jahren war er in der Versicherungsbranche tätig. 1956 schaffte er die Rückkehr in den Kongress. Zwischen dem 3. Januar 1957 und dem 3. Januar 1973 konnte er acht weitere Legislaturperioden als Abgeordneter absolvieren. Baring war auch Delegierter zu allen Democratic National Conventions zwischen 1952 und 1968.
Nachdem er 1972 nicht mehr von seiner Partei nominiert worden war, zog er sich nach Reno in den Ruhestand zurück. Dort ist er am 13. Juli 1975 auch verstorben.